# Rumskulla församling
Rumskulla församling är en territoriell församling inom Svenska kyrkan i Smålandsbygdens kontrakt av Linköpings stift, Vimmerby kommun, Kalmar län, Småland. Församlingen ingår i Vimmerby pastorat.
Församlingskyrka är Rumskulla kyrka.

## Administrativ historik
Församlingen har medeltida ursprung. 
Församlingen utgjorde åtminstone till 1561 ett eget pastorat för att sedan från 1561 till 1962 vara moderförsamling i pastoratet Rumskulla och Hässleby. Från 1962 till 1992 var den moderförsamling i pastoratet Rumskulla och Pelarne, från 1992 annexförsamling i pastoratet Vimmerby, Tuna, Rumskulla och Pelarne, som från 2006 också omfattar Frödinge och Locknevi församlingar.

## Kyrkoherdar
| Ämbetstid | Namn                              | Levnadstid | Övrigt                                                     |
| --------- | --------------------------------- | ---------- | ---------------------------------------------------------- |
| 1300      | Finvidus                          |            |                                                            |
| 1403      | Jonis                             |            |                                                            |
| 1539      | Clemens                           |            |                                                            |
| 1547      | Hans Laurenszen                   |            |                                                            |
| 1555–1560 | Andreas Johannis                  |            |                                                            |
|           | Anundus Olai                      |            | Senare kyrkoherde i Kristdala församling.                  |
| 1568–1577 | Biergurs Laurentii                | –1577      |                                                            |
| 1578–1608 | Halvardus Erici                   | –1608      |                                                            |
| 1611–1613 | Johannes Ungius                   | 1570–1617  | Senare superintendent i Kalmar stift.                      |
| 1613–1632 | Nicolaus Jonae Björn              | –1632      |                                                            |
| 1633–1656 | Johannes Benedicti Hircinius Bock | –1656      | Kontraktsprost.                                            |
| 1658–1675 | Ericus Retzius                    | 1608–1675  |                                                            |
| 1678–1709 | Petrus Wichman                    | 1640–1709  |                                                            |
| 1711–1715 | Nicolaus Duvaerus                 | 1663–1715  | Kontraktsprost.                                            |
| 1716–1728 | Nicolaus Holmérus                 | 1681–1728  |                                                            |
| 1729–1740 | Magnus Torling                    | 1680–1740  |                                                            |
| 1741–1767 | Lars Kraft                        | 1700–1767  |                                                            |
| 1769–1783 | Petrus Kraft                      | 1712–1783  |                                                            |
| 1785–1793 | Birger Liedholm                   | 1721–1793  |                                                            |
|           | Olof Liedholm                     | 1759–1812  | Senare kyrkoherde i Östra Stenby församling.               |
| 1807–1822 | Lars Gabriel Duvaer               | 1758–1822  |                                                            |
| 1825–1848 | Carl Johan Dusén                  | 1772–1848  |                                                            |
| 1849–1867 | Johan Christoffer Haag            | 1807–1867  |                                                            |
| 1868–1875 | Karl Cedrén                       | 1819–1881  | Kontraktsprost. Senare kyrkoherde i Västerlösa församling. |
| 1875-1885 | Lars Broman                       | 1833–1913  | Kontraktsprost. Senare kyrkoherde i Ljungs församling.     |
| 1888–1920 | Anders Peter Westenius            | 1843–1920  |                                                            |
| 1920–     | Thorsten Cars                     | 1884–      |                                                            |
| 1932–1950 | Johan Hugo Rumar                  | 1898–1983  | [ 6 ]                                                      |
| 1962–1964 | Johan Hugo Rumar                  | 1898–1983  | [ 7 ]                                                      |
| 1965–1970 | Åke Brynils                       | 1915–      | [ 8 ]                                                      |
| 1974–1978 | Lage Carlsson                     | 1914–      | [ 9 ]                                                      |
| 1979–1984 | Lars-Erik Hammarström             | 1931–      | [ 10 ]                                                     |

## Klockare och organister
| Ämbetstid | Namn                  | Levnadstid | Övrigt                          |
| --------- | --------------------- | ---------- | ------------------------------- |
| 1688      | Lars                  |            | Klockare                        |
| -1717     | Jon Börjesson         |            | Klockare                        |
| 1717-1733 | Per Nilsson           |            | Organist och klockare           |
| 1734-1753 | Petter Melander       |            | Organist och klockare           |
| 1789-1808 | Petter Dalbäck        | 1757-1808  | Organist och klockare           |
| 1809-1811 | Nicolaus Lagerman     | 1776-1811  | Organist och klockare           |
| 1811-1844 | Johan Lidbergius      | 1790-1844  | Organist och klockare           |
| 1844-1846 | Per Gustaf Friman     | 1822-      | Organist och klockare (vikarie) |
| 1846-1858 | Lars Fredrik Hessling | 1822-1858  | Organist och klockare           |
| 1859-1864 | Lars August Törnwall  | 1831-      | Organist och klockare           |
| 1866-1874 | Anders Johan Westerén | 1838-      | Organist, klockare och kantor   |
| 1874-1896 | Carl Johan Lindell    | 1849-      | Organist och klockare           |